# Godert Willem de Vos van Steenwijk (1895-1940)
Mr. Godert Willem baron de Vos van Steenwijk (De Wijk, 14 mei 1895 – Boedapest, 18 juli 1940) was een Nederlands ambassadeur.

## Biografie
De Vos werd geboren als lid van de familie De Vos van Steenwijk en als zoon van rechter Carel de Vos van Steenwijk (1852-1903) en Johanna Aleida Engelina van Nes van Meerkerk (1856-1936). De Vos trouwde in 1933 te Berlijn met Wally Olga Elisabeth Vera Ursula Freiin von Richthofen (1907-2002), telg uit het geslacht Von Richthofen; zij kregen een zoon, die ook diplomaat werd, en een dochter. Zijn weduwe hertrouwde in 1942 met de Hongaarse graaf Béla Szápáry (1901-1993); uit dit tweede huwelijk werd in 1944 een dochter Yvonne geboren die in 1966 in Den Haag trouwde met Karl Prinz von Hessen (1937), een zwager van Robert van Eyck (1916-1991). Zijn twee broers waren Commissaris van de Koningin.
De Vos studeerde in 1917 af in de rechten aan de Universiteit Leiden. Vervolgens trad hij in diplomatieke dienst, te beginnen als attaché in Sofia (1917-1920) en daarna te Washington (1920-1922). Vervolgens vervulde hij posten te Constantinopel, Peking (waar hij ook optrad als leider van het gezantschap) en Berlijn om vanaf 1935 ambassadeur te Peking te worden. Vanaf 1940 vervulde hij die functie te Boedapest waar hij al na enkele maanden aan de gevolgen van een blindedarmontsteking overleed.
In 1927 en 1928 was hij als secretaris toegevoegd aan de Nederlandse delegatie bij de vergaderingen van de Volkenbond te Genève die onder leiding stond van jhr. mr. F. Beelaerts van Blokland, de minister van Buitenlandse Zaken. In het jaar erop publiceerde De Vos in het tijdschrift De Volkenbond een artikel over het Pools-Litouws geschil. Ook later publiceerde hij nog in dat tijdschrift. In 1939 schonk het echtpaar de Vos van Steenwijk twee zeldzame, zeer vroege houtsculpturen die waren opgegraven in de Chinese provincie Hunan aan de Staat der Nederlanden voor het Leidse Museum voor Volkenkunde. In 1939 was De Vos zelf leider van de Nederlandse delegatie bij de Volkenbondvergadering.
In 1932 werd hij benoemd tot Officier in de Orde van Oranje-Nassau, in 1936 tot Ridder in de Orde van de Nederlandse Leeuw.